# Porta da Alfôfa
A Porta da Alfôfa foi uma antiga porta da cidade de Lisboa, inserida na cerca moura da cidade.
Estava situada no cume da Calçada de São Crispim, na rua depois chamada do Milagre de Santo António, próxima a dois grandes nichos cavados nas paredes dos lados, num dos quais se vê em azulejo a pintura deste santo. No outro nicho, que é também azulejado, houve uma cruz. Nas casas do nicho de Santo António encontra-se uma célebre cisterna.